# Camí Vell d'Herba-savina a la Molina

El Camí Vell d'Herba-savina a la Molina, respecte del terme d'Abella de la Conca

El Camí d'Herba-savina a la Molina és un antic camí dels termes municipals d'Abella de la Conca i Conca de Dalt (antic terme d'Hortoneda de la Conca), al Pallars Jussà.
Arrencava del poble d'Herba-savina cap al sud-est, per adreçar-se cap a llevant, fins a atènyer l'antiga caseria de Carreu.
Només es conserva memòria i vestigis d'aquest camí en el moment que travessa al barranc dels Cóms de Carreu, al sud de la partida de Claverol. El 2010 només es conservava parcialment en algun dels seus trams.

## Etimologia
Pren el nom de les poblacions que uneix. La Molina es refereix a la Molina de Carreu.